# Nesselstoff
Nesselstoffe (auch „Gelbkreuz 3“, manchmal auch „Rotkreuz“) sind chemische Kampfstoffe mit vielfältiger Giftwirkung. Chemisch handelt es sich dabei um halogenierte Oxime. Sie sind stark reizerregende, auf den oberen Atemtrakt wirkende, lungenschädigende und zu Hautschädigungen führende Substanzen. In Deutschland wurde vor dem Zweiten Weltkrieg besonders Dichlorformoxim (Phosgenoxim, Dichlorformaldoxim) untersucht.
Die Wirkung auf die Haut tritt ohne Latenzzeit ein und äußert sich in Brennen auf der Haut, Quaddelbildung (ähnlich der, die bei Kontakt mit Brennnesseln auftritt) und Schwellungen bis zu Entzündungen. Die Folgen der Reizwirkung auf die Augen sind sofortiger starker Tränenfluss, Augenschmerzen, Beeinträchtigung der Sehschärfe und Hornhaut- und Bindehautentzündungen.

## Wirkung
An den oberen Atemwegen zeigt sich die Reizwirkung in sofortigen Hustenanfällen. Nach Inhalation ist die Wirkung mit der des Phosgens vergleichbar, es entsteht ein Lungenödem.
Die halogenierten Oxime sind chemisch instabil, eignen sich aber aufgrund des sofortigen Wirkungseintrittes als nichtpersistente Kampfstoffe, besonders in Überraschungsmomenten.
Einzig Phosgenoxim, der bekannteste Vertreter dieser Kampfstoffklasse, wurde militärisch hergestellt. Die Kampfstofflagerung und die Munitionierung bereiteten jedoch große Probleme. Phosgenoxim wirkt auf Stahl, Aluminium und Kunststoffe äußerst korrosiv. Es musste daher in emaillierten Behältern gelagert werden. Auch zersetzt sich der Kampfstoff bereits nach kurzer Lagerungszeit. Der Kampfstoff wurde zu keiner Zeit großtechnisch hergestellt und gelagert.